# Ruki
Ruki(ルキ), (Kanagawa, 1 de fevereiro de 1982) é um cantor, músico e designer japonês, mais conhecido por ser vocalista da banda japonesa de rock visual kei The Gazette e escritor de todas as letras. Antes de se integrar a banda atual, Ruki participou das bandas Mikoto, Ma'die Kusse e Kar+te=zyAnose. Ele também é dono da marca de roupas "NIL DUE/NIL UN TOKYO".

## Carreira
No verão de seu terceiro ano do segundo grau, ele fugiu de casa para seguir a carreira como músico, e por conta disso, foi deserdado pelos pais.[carece de fontes?] Após Ruki começar a se tornar famoso, ele conta que os pais começaram a entender. Entrou na banda de seu amigo como um membro suporte, onde ele decidiu que iria aderir ao estilo Visual Kei. A primeira banda de visual kei que ele formou foi “Mikoto”.[carece de fontes?]
Durante seu período na banda Mikoto, enquanto tocava numa casa de shows em Yokohama, em uma performance de bandas vs bandas, ele conheceu Uruha e Reita do “Karasu” e ficou encantado com os dois, ele então permitiu-se romper com Mikoto. Após a separação de Mikoto, o vocalista do Mikoto, Ruki (que tocava bateria, na época) ao lado de Uruha e Reita formaram o "Ma’die Kusse". Logo depois, devido às direções dos membros em relação à banda terem começado a desfigurar, eles se separaram.[carece de fontes?]
Depois do Ma’die Kusse ter se separado, Ruki, Uruha e Reita foram convidados por um amigo do Ruki para formar a banda com temas médicos “Kar+te=zyAnose”. No entanto, eles não tinham vocalista, e com a sugestão de Uruha, Ruki decidiu ficar com os vocais. Kar+te=zyAnose se separou em apenas três meses depois da formação.[carece de fontes?] Depois disso, Ruki, Uruha e Reita, ao lado de Aoi e Yune da banda Artia formaram o the GazettE em 2002.
Em 2012, ele alterou a escrita de seu nome em hiragana, Ruki (ルキ) para RUKI, romanizado e em maiúsculas.

## Vida pessoal
Ruki nasceu na prefeitura de Kanagawa em 1 de fevereiro de 1982, e tem um irmão 9 anos mais velho. Seus pais foram rigorosos e desde o ensino fundamental e ele foi uma criança ocupada com aulas de caligrafia, ábaco, aulas particulares e escola de natação. Influenciado por seu irmão mais velho, ele conheceu X Japan e outras bandas de rock. Suas maiores influências, além do X, são Luna Sea e Kuroyume.